# Brandtaucher
De Brandtaucher (Duits voor vuurduiker) was een onderzeeër die in 1850 werd ontworpen door Wilhelm Bauer, een onderofficier uit het leger van Beieren. De boot werd gebouwd op de scheepswerf van August Howald en maakte onderdeel uit van het Flottielje van Sleeswijk-Holstein, een onderdeel van de marine van de Duitse Bond.

## Ontwikkeling, zinking en tentoonstelling
Na het uitbreken van de Eerste Duits-Deense Oorlog blokkeerde de Deense marine de haven van Kiel. Bauer ontwierp de Brandtaucher om zodoende deze blokkade te doorbreken. Een schets van dit ontwerp trok de aandacht van de minister van marine, die hem toestond een schaalmodel van 70 × 18 × 29 cm te bouwen. Dit model werd onder toeziend oog van verschillende marineofficieren gedemonstreerd in de haven van Kiel. De goede resultaten van het schaalmodel leidde tot de bouw van de boot op ware grootte, welke werd gefinancierd door vooraanstaande burgers uit Kiel die financiële schade opliepen door de blokkade.
In 1851 zonk de Brandtaucher tijdens een proefduik in de haven van Kiel. Gedurende de duik bezweek de romp van de duikboot onder de druk van het water en zonk de boot naar de bodem van de haven die ongeveer achttien meter diep was. Bauer hield het hoofd echter koel en liet meer water in de ballasttanks stromen zodat de druk in de boot gelijk werd aan de druk tegen de buitenkant van de boot. Pas toen konden de twee luiken worden geopend en konden de drie inzittenden via een ontsnappende luchtbel uit de duikboot het wateroppervlak bereiken. Zover bekend is dit de eerste geslaagde ontsnapping vanuit een gezonken duikboot in de geschiedenis.
In 1887 werd de Brandtaucher tijdens baggerwerkzaamheden ontdekt, waarna het wrak op 5 juli 1887 werd geborgen. Vervolgens werd de boot tot 1906 tentoongesteld op de marineschool te Kiel. Hierna werd de boot verplaatst naar het Museum für Meereskunde in Berlijn waar hij tot 1963 verbleef. Van 1963 tot 1965 werd de Brandtaucher gerestaureerd in Rostock en tentoongesteld in het Nationale Volksarmee Museum in Potsdam. Tegenwoordig kan de boot worden bekeken in het Militärhistorisches Museum der Bundeswehr in Dresden.

## Eigenschappen
De Brandtaucher leek in veel opzichten op de onderzeeër Nautilus, die in 1801 in opdracht van Napoleon Bonaparte werd ontworpen. De Brandtaucher werd echter geheel uit plaatijzer gebouwd, en leek daardoor een beetje op een grote, langwerpige tank. Het voertuig beschikte over een dubbele bodem waar water in kon worden gelaten als ballast om de boot te kunnen laten duiken, maar eenmaal onder het wateroppervlak werd er een zwaar gewicht heen en weer bewogen om de boot verder te kunnen laten duiken. De aandrijving bestond uit een schroef die door drie man werd aangedreven via een tredmolen. Zodoende kon de boot een snelheid van circa drie knopen bereiken. De Brandtaucher kon tot ongeveer tien meter diepte duiken.
De Brandtaucher zou schepen, bruggen en dokken onder het wateroppervlak moeten 'vastgrijpen' en in brand moeten steken. Daarvoor zouden vanuit de boot 'handschoenen' en grijparmen een rond de 50 kg zwaar explosief, de 'brand', aan het vijandelijke object bevestigen. Vanwege dit idee draagt de oudste Duitse duikboot, en tevens de oudste bewaarde duikboot ter wereld, de naam Brandtaucher (vuurduiker).

Afbeeldingen
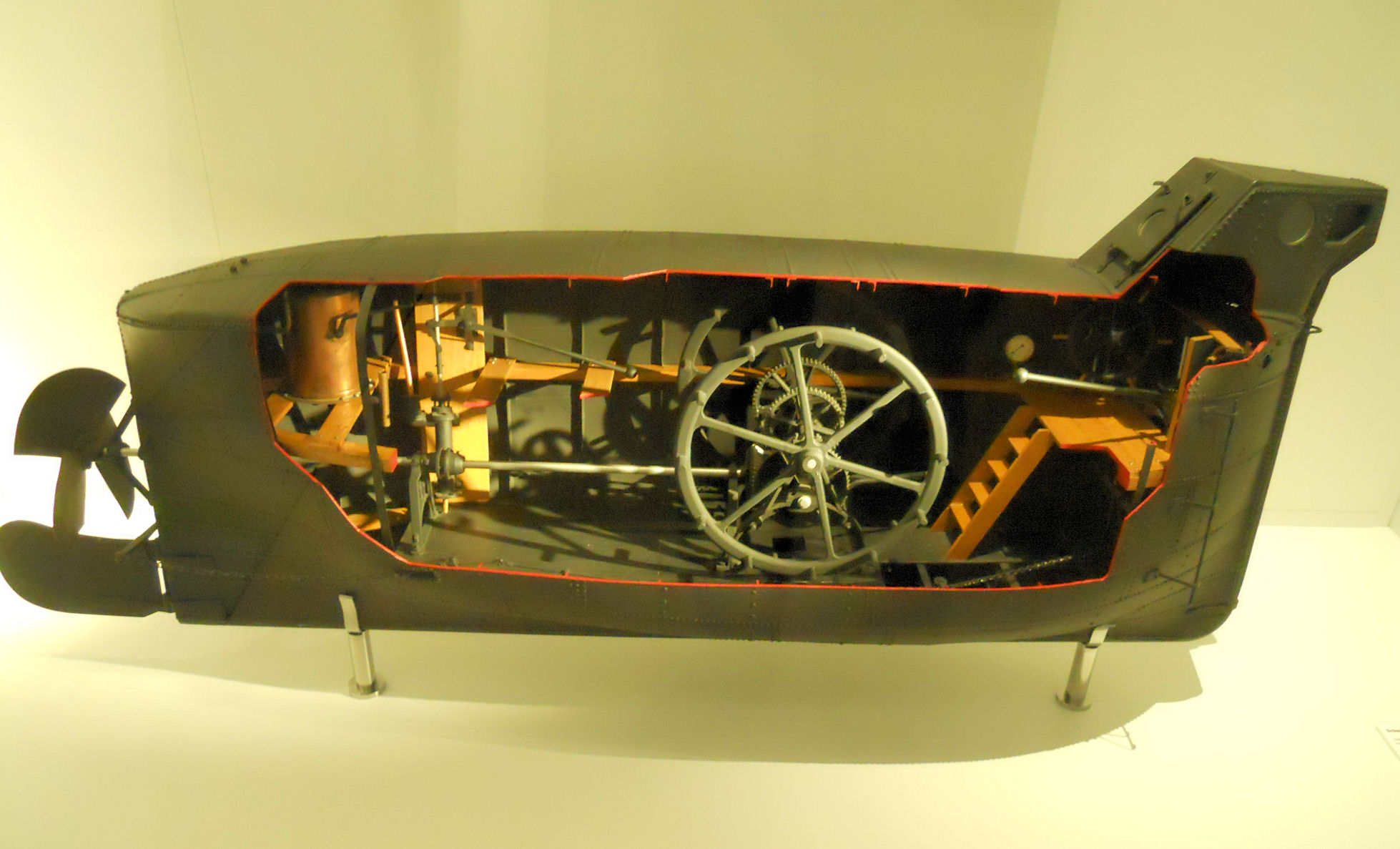
Een opengesneden model van de Brandtaucher
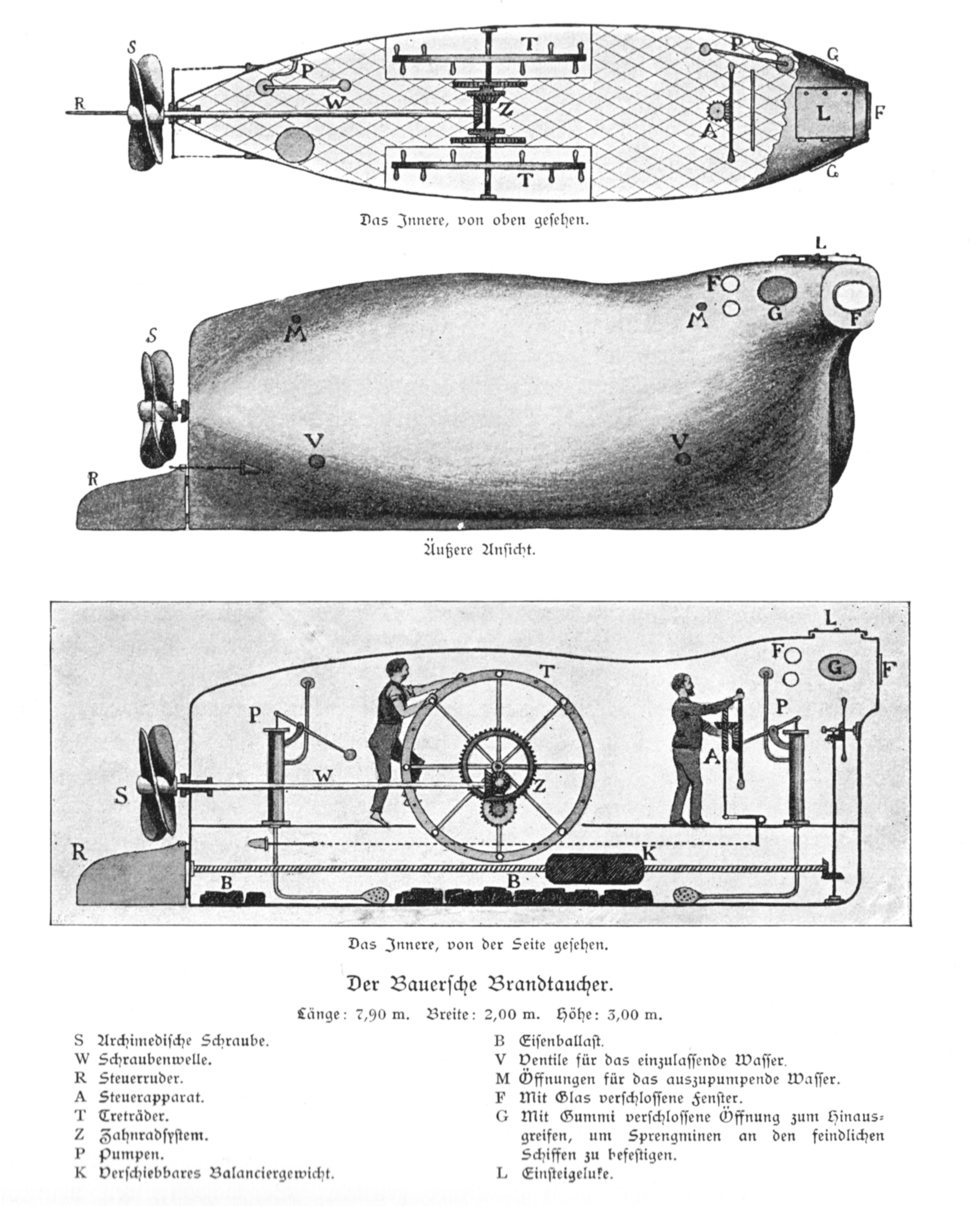
Schetsen van de Brandtaucher uit 1895
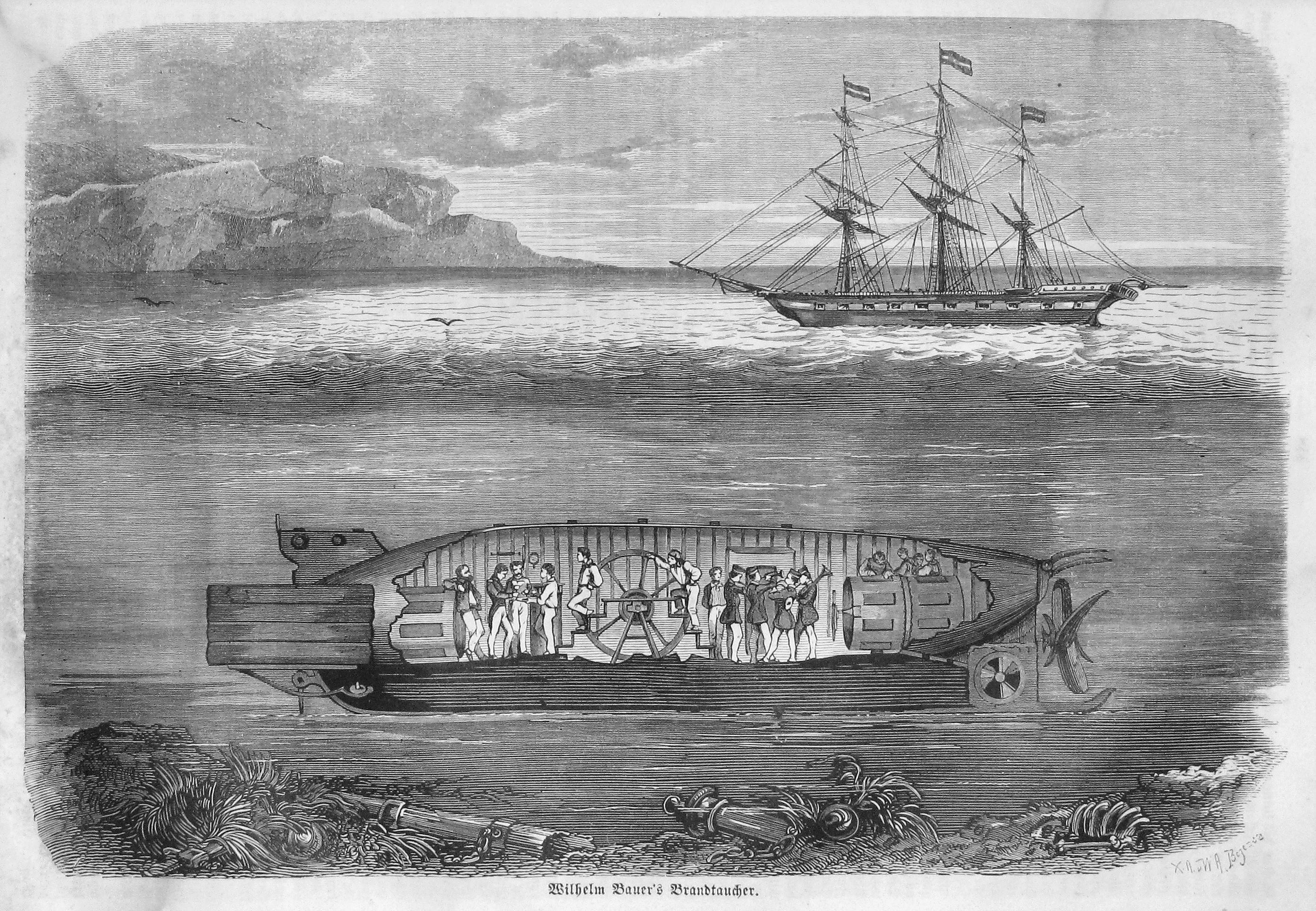
Een tekening van de Brandtaucher uit 1863